# Analèptic
Un analèptic, del grec αναληπτικóς, ‘restaurador', és aquella substància o medicament d'acció estimulant sobre els òrgans, aparells o funcions dels éssers vius. Bàsicament actueen sobre el sistema nerviós central, en especial al bulb i, de manera particular, sobre el centre respiratori i el centre vasomotor. Així es pot parlar d'analèptic respiratori, referit a aquelles substàncies o fàrmacs que promouen o faciliten l'acció de respirar. També tenen una acció directa sobre l'aparell circulatori perifèric, la qual cosa fa augmentar immediatament el volum de sang circulant i, en conseqüència, millora l'oxigenació dels teixits i dels principals òrgans.
Antigament foren molt usats com a analèptics la càmfora, la cafeïna i l'estricnina. Avui en dia s'utilitzen majoritàriament productes sintètics sovint derivats tetrazòlics (pentilentetrazole), de l'efedrina, de l'àcid nicotínic (niquetamida), etc. Són força utilitzats com a tònics cardíacs i estimulants en casos de xoc, intoxicació, asfíxia, etc., però sempre a dosis petites, atesa la seva alta toxicitat.
Actualment el terme analèptic s'empra majoritàriament per als agents que actuen sobre el sistema nerviós, especialment al sistema nerviós central (psicoanalèptics). Un exemple ben conegut és la cafeïna, també amb funció cardioanalèptica, o els timoanalèptics, estimulants de l'estat d'ànim, més coneguts com a antidepressius. Són nooanalèptics, estimuladors de l'activitat cerebral relacionada amb el pensament (ideació, imaginació...), totes les amfetamines.